# Roșciîne (Roșciîne), Djankoi
Roșciîne (în ucraineană Рощине) este localitatea de reședință a comunei Roșciîne din raionul Djankoi, Republica Autonomă Crimeea, Ucraina.

## Demografie
Componența lingvistică a localității Roșciîne
     Rusă (80,92%)
     Tătară crimeeană (9,34%)
     Ucraineană (8,29%)
     Alte limbi (0,24%)
Conform recensământului din 2001, majoritatea populației localității Roșciîne era vorbitoare de rusă (80,92%), existând în minoritate și vorbitori de tătară crimeeană (9,34%) și ucraineană (8,29%).